# FMA
FMA (англ. Fused Multiply-Add, умножение-сложение с однократным округлением) — это набор опциональных 128- и 256-битных SIMD-инструкций для архитектур x86 и x86-64, предназначенный для выполнения операции умножения-сложения над числами в формате с плавающей запятой.
Существует два варианта расширений, добавляющих инструкции FMA:
- FMA4 поддерживается процессорами AMD начиная с архитектуры Bulldozer. FMA4 было реализовано раньше FMA3, однако впоследствии AMD отказалась от поддержки данного расширения. Это стало нецелесообразным, поскольку Intel не стала внедрять в своих процессорах FMA4.
- FMA3 поддерживается процессорами Intel начиная с архитектуры Haswell и процессорами AMD начиная с архитектуры Piledriver.

## Особенности
У инструкций FMA3 и FMA4 почти идентичная функциональность, но они не являются совместимыми. Обе содержат SIMD-инструкции умножения-сложения для чисел с плавающей точкой. Их поддержка в компиляторах займёт некоторое время.

## Проблема совместимости
Разница между FMA3 и FMA4 заключается в том, сколько различных операндов есть у инструкции — 3 или 4. Операция FMA имеет вид:
{\displaystyle d=a+b\cdot c}
Форма с 4 операндами (FMA4) позволяет a, b, c и d находиться в разных регистрах, тогда как форма с 3 операндами (FMA3) требует, чтобы d находился в одном из тех регистров, в которых находится a, b или c. Форма с 3 операндами делает код короче, а также её проще реализовать аппаратно, тогда как форма с 4 операндами обеспечивает большую гибкость программирования.

## FMA3

### Процессоры с поддержкой FMA3
- Intel
  - Intel представила аппаратную реализацию FMA3 в процессорах, основанных на архитектуре Haswell в 2013 году.
- AMD
  - Процессоры AMD получили поддержку FMA3 в архитектурах Bulldozer и Piledriver в 2012 году.[1][2].

### Новые инструкции FMA3
| Инструкция                 | Операнды           | Операция    |
| -------------------------- | ------------------ | ----------- |
| VFMADD132PDy, VFMSUB132PDy | ymm, ymm, ymm/m256 | a = a·c ± b |
| VFMADD132PSy, VFMSUB132PSy | ymm, ymm, ymm/m256 | a = a·c ± b |
| VFMADD132PDx, VFMSUB132PDx | xmm, xmm, xmm/m128 | a = a·c ± b |
| VFMADD132PSx, VFMSUB132PSx | xmm, xmm, xmm/m128 | a = a·c ± b |
| VFMADD132SD, VFMSUB132SD   | xmm, xmm, xmm/m64  | a = a·c ± b |
| VFMADD132SS, VFMSUB132SS   | xmm, xmm, xmm/m32  | a = a·c ± b |
| VFMADD213PDy, VFMSUB213PDy | ymm, ymm, ymm/m256 | a = b·a ± c |
| VFMADD213PSy, VFMSUB213PSy | ymm, ymm, ymm/m256 | a = b·a ± c |
| VFMADD213PDx, VFMSUB213PDx | xmm, xmm, xmm/m128 | a = b·a ± c |
| VFMADD213PSx, VFMSUB213PSx | xmm, xmm, xmm/m128 | a = b·a ± c |
| VFMADD213SD, VFMSUB213SD   | xmm, xmm, xmm/m64  | a = b·a ± c |
| VFMADD213SS, VFMSUB213SS   | xmm, xmm, xmm/m32  | a = b·a ± c |
| VFMADD231PDy, VFMSUB231PDy | ymm, ymm, ymm/m256 | a = b·c ± a |
| VFMADD231PSy, VFMSUB231PSy | ymm, ymm, ymm/m256 | a = b·c ± a |
| VFMADD231PDx, VFMSUB231PDx | xmm, xmm, xmm/m128 | a = b·c ± a |
| VFMADD231PSx, VFMSUB231PSx | xmm, xmm, xmm/m128 | a = b·c ± a |
| VFMADD231SD, VFMSUB231SD   | xmm, xmm, xmm/m64  | a = b·c ± a |
| VFMADD231SS, VFMSUB231SS   | xmm, xmm, xmm/m32  | a = b·c ± a |

Кроме перечисленных в таблице основных инструкций, расширение FMA3 содержит ещё ряд инструкций, относящихся к следующим группам:
- VFMADDSUB — умножение и чередующиеся сложение и вычитание (вычитание на чётных позициях, сложение — на нечётных);
- VFMSUBADD — умножение и чередующиеся вычитание и сложение (сложение на чётных позициях, вычитание — на нечётных);
- VFNMADD — умножение, взятое с противоположным знаком, и сложение;
- VFNMSUB — умножение, взятое с противоположным знаком, и вычитание.

## FMA4

### Процессоры с поддержкой FMA4
- AMD
  - AMD впервые реализовала поддержку FMA4 в процессорах архитектуры Bulldozer, которые были представлены в октябре 2011[3], поддержку FMA4 имеет также архитектура Piledriver[4].
  - Начиная с микроархитектуры Zen (2017, бренды Ryzen, EPYC) AMD прекратило поддержку FMA4[5][6]
- Intel
  - На 2013 год процессоры Intel не поддерживают FMA4, и неизвестно, будет ли Intel поддерживать FMA4 в будущем.

### Новые инструкции FMA4
| Инструкция | Операнды                     | Операция    |
| ---------- | ---------------------------- | ----------- |
| VFMADDPDx  | xmm, xmm, xmm/m128, xmm/m128 | a = b·c + d |
| VFMADDPDy  | ymm, ymm, ymm/m256, ymm/m256 | a = b·c + d |
| VFMADDPSx  | xmm, xmm, xmm/m128, xmm/m128 | a = b·c + d |
| VFMADDPSy  | ymm, ymm, ymm/m256, ymm/m256 | a = b·c + d |
| VFMADDSD   | xmm, xmm, xmm/m64, xmm/m64   | a = b·c + d |
| VFMADDSS   | xmm, xmm, xmm/m32, xmm/m32   | a = b·c + d |

## История
Несовместимость между FMA3 от Intel и FMA4 от AMD вызвана тем, что обе компании изменили свои планы без согласования деталей кодирования друг с другом. AMD изменила планы от FMA3 в сторону FMA4, тогда как Intel — от FMA4 в сторону FMA3, практически единовременно.

## Поддержка компиляторами
Различные компиляторы предлагают различный уровень поддержки FMA.
- GCC 4.5.0 поддерживает FMA4 с -mfma4[7],
- GCC 4.7.0 также поддерживает FMA3 с -mfma.
- Microsoft Visual C++ 2010 SP1 поддерживает FMA4.[8]
- Microsoft Visual C++ 2012 поддерживает FMA3.
- PathScale поддерживает FMA4 с -mfma.
- Open64 5.0 имеет «ограниченную поддержку».
- AMD x86 Open64 Compiler Suite поддерживает FMA3 и FMA4, начиная с версии 4.5.2[9].
- Компиляторы Intel поддерживают только FMA3.

Поддержка в ассемблерах:
- NASM получил поддержку FMA3 в версии 2.03 и FMA4 — в версии 2.06.
- YAsm поддерживает FMA3 и FMA4, начиная с версии 1.1.0.
- FASM поддерживает и FMA3, и FMA4.